# Poelifinario (cabaretprijs)
De Poelifinario is een cabaretprijs die sinds 2003 jaarlijks wordt uitgereikt door de Vereniging van Schouwburg- en Concertgebouwdirecties (VSCD). De prijs is bedoeld voor het indrukwekkendste cabaretprogramma van het seizoen. De nominaties en de winnaars worden bepaald door een vakjury. In De Kleine Komedie in Amsterdam is een cabaretgalerij ingericht met portretten van de winnaars van de VSCD-Cabaretprijzen.
De prijs is genoemd naar de fictieve tropische vogelsoort 'poelifinario' die werd bedacht door de cabaretier Toon Hermans. Naast de Poelifinario wordt ook de Neerlands Hoop uitgereikt voor aanstormend talent.
In 2015 en 2016 ontstond er commotie rond de prijs. Micha Wertheim en Daniël Arends weigerden hun nominatie. Diederik van Vleuten en Ronald Goedemondt lieten al vooraf weten niet genomineerd te willen worden.

## Prijswinnaars
| Jaar | Cabaretier             | Programma                 |
| ---- | ---------------------- | ------------------------- |
| 2003 | Marc-Marie Huijbregts  | M. M. Huijbregts          |
| 2004 | Niet Uit Het Raam      | Over de Top               |
| 2005 | Kommil Foo             | Spaak                     |
| 2006 | Theo Maassen           | Tegen beter weten in      |
| 2007 | Kees Torn              | Dood en verderf           |
| 2008 | Maarten van Roozendaal | Het Wilde Westen          |
| 2009 | Wim Helsen             | Het Uur van de Prutser    |
| 2010 | Claudia de Breij       | Hete Vrede                |
| 2011 | Hans Sibbel            | Branding (pimped)         |
| 2012 | Richard Groenendijk    | Alle dagen                |
| 2013 | Wim Helsen             | Spijtig, spijtig, spijtig |
| 2014 | Erik van Muiswinkel    | Schettino!                |
| 2015 | André Manuel           | Het geval apart           |
| 2016 | Niet Uit Het Raam      | Draai het eens om         |
| 2017 | Theo Maassen           | Vankwaadtoterger          |

Vanaf 2018 zijn er drie categorieën. 
| Jaar      | Entertainment                               | Kleinkunst                                              | Engagement                                   |
| --------- | ------------------------------------------- | ------------------------------------------------------- | -------------------------------------------- |
| 2018      | Jochem Myjer met Adem in, adem uit          | Joost Spijkers met Spijkers II                          | Tim Fransen met Het kromme hout der mensheid |
| 2019      | Lenette van Dongen met Paradijskleier       | Theo Nijland met En de rest is onzin                    | Louise Korthals met Alles is er!             |
| 2020/2021 | Sara Kroos met Verte                        | Elke Vierveijzer met Lucht                              | Alex Klaasen met Showponies 2                |
| 2022      | Richard Groenendijk met Voor iedereen beter | Alex Roeka met Nieuwe dromen                            | Tim Fransen met De mens en ik                |
| 2023      | René van Meurs met 2636                     | Yentl en de Boer met Modderkruipers                     | Peter Pannekoek met DNA                      |
| 2024      | Rundfunk met Schau                          | Peter van Rooijen en zijn band met Liefde, Dood & Taart | Lisa Ostermann met Makkelijk in de omgang    |